# Passo Cimabanche
Le passo Cimabanche (ou Cima Banche, Sórabànces en ladin, Im Gemärk en allemand) est un col alpin des Dolomites situé à 1 530 m d'altitude entre le groupe du Cristallo au sud et les Dolomites de Braies au nord. Il relie Cortina d'Ampezzo, une station touristique de renommée internationale, dans la vallée d'Ampezzo, dans la province vénitienne de Belluno, à Dobbiaco dans le val Pusteria dans la province de Bolzano.

## Géographie
À quelques mètres au sud du col se trouvent deux petits lacs, le lac Blanc à l'est et le lac Noir à l'ouest.

## Histoire
Au col se trouvait un hôtel construit par le guide de montagne Giovanni Siorpaes au début du XXe siècle, dont la seule trace qui reste est une photo de lui à l'intérieur du bar du col. L'hôtel a été rasé par un coup de canon dans les premiers jours de la Grande Guerre.
Au début de la Première Guerre mondiale, le passo Cimabanche était aux mains des Austro-Hongrois et représentait une voie de communication particulièrement importante entre le Tyrol et le Cadore. Il garantissait un échange constant de soldats, qui arrivaient rapidement à Ampezzo depuis le val Pusteria, l'un des principaux théâtres de combat de la région. Aujourd'hui encore, dans les environs du col, il est possible de voir des tranchées, des grottes et des passerelles construites par l'armée autrichienne dans les premières années du conflit.
Pendant la période fasciste, a été construite à la demande de Benito Mussolini un grand ouvrage défensif de 6 bunkers, qui aurait dû protéger le Tyrol du Sud d'une éventuelle invasion nazie venue d'Autriche. Certaines de ces fortifications ont été réutilisées dans l'après-guerre, jusqu'aux années 1990.

### Entrepôt de poudre
Au col, un bâtiment permettant de stocker de la poudre à canon, a été vendu par Cortina au ministère de la Guerre dans les années 1930 pour construire un dépôt d'armes. Il a été utilisé jusqu'aux années 2000.
Le 16 juin 2005, des travaux ont été menés pour récupérer des engins de guerre, certains de type chimique. L'une des preuves de l'utilisation d'armes chimiques a été la découverte de traces chimiques dans les aquifères de la région, comme le phosgène, l'un des nombreux gaz utilisés en abondance pendant la Première Guerre mondiale. Au départ, le retrait de ces produits était confié à l'armée italienne, mais les travaux ont finalement été confiés à une société civile locale, qui, équipée de combinaisons spéciales et sous surveillance médicale, a déposé ces armes à l'intérieur de tunnels situés de l'autre côté de la vallée. Ce n'est que plus tard que ce matériel a été déplacé. Actuellement, le bâtiment n'est plus utilisé pour cet usage, mais est utilisé, compte tenu de sa grande extension, comme zone de formation pour le personnel d'escorte de convois.
Une partie du bâtiment est utilisée pour la formation quant aux mesures à prendre en présence de champs de mines. La zone d'entraînement est désormais confiée au 6e régiment alpin.

## Transports
La gare de Cimabanche se trouvait le long de la voie ferrée des Dolomites, active dans cette section entre 1921 et 1962, dont elle était l'emplacement le plus élevé. Une fois le service annulé, l'itinéraire a été adapté en piste cyclable en été et en piste de ski de fond en hiver.